# Acrotome fleckii
Acrotome fleckii là một loài thực vật có hoa trong họ Hoa môi. Loài này được (Gürke) Launert mô tả khoa học đầu tiên năm 1957.